# Аппассіоната (фільм, 1974)
«Аппассіоната» (італ. Appassionata) — італійський еротично-драматичний фільм 1974 року режисера Джанлуїджі Кальдерона.

## Сюжет

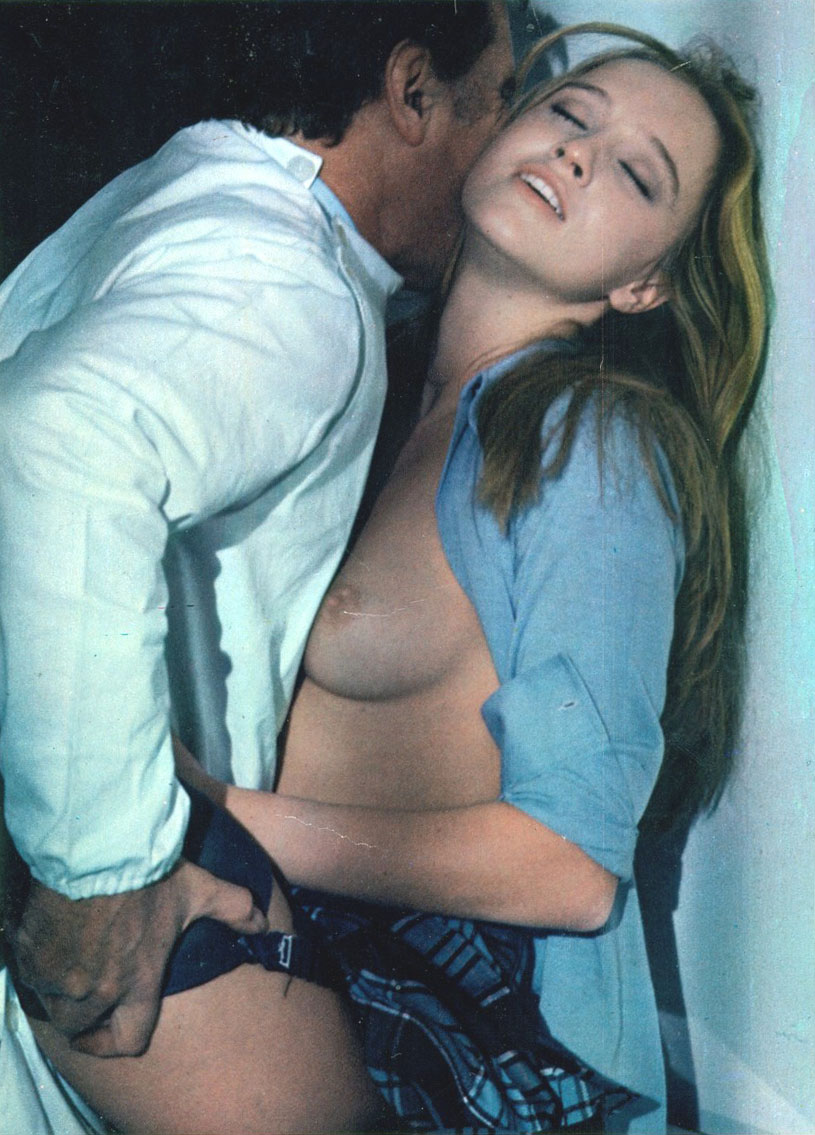
Елеонора Джорджі з Габріелем Ферцетті у кадрі.

Сім'я Рутеллі, на перший погляд, справляє враження звичайної благополучної римської сім'ї. Еміліо Рутеллі — відомий лікар-стоматолог, його дружина Еліза — талановита піаністка, у них красуня-донька, учениця старшої школи, шістнадцятирічна Юджинія. Але не все в родині складається так просто. Еліза постійно схильна до нервових зривів на межі божевілля. Дочка ненавидить матір і пристрасно любить батька, явно не дочірньою любов'ю. Коли у Еміліо зав'язуються інтимні стосунки з однокласницею дочки, Ніколою, в голові у Юджинії виникає божевільний план…

## Акторський склад
- Габріеле Ферцетті — Еміліо Руттелі (стоматолог)
- Орнелла Муті — Юджинія Рутеллі (дочка Еміліо та Елізи)
- Елеонора Джорджі — Нікола (подруга Єудженії)
- Валентіна Кортезе — Еліза Рутеллі (жінка Еміліо, піаністка)
- Нінетто Даволі — Чіччо (син м'ясника)
- Жаніна Мартінович — покоївка в домі Рустеллі
- Рената Дзаменго — асистентка Еміліо в клінці
- Карла Манчіні — пацієнтка
- Луїджі Антоніо Гуерра — продавець жіночої білизни